# Damanhur (religió)
Damanhur és una Federació de Comunitats espirituals situada a la falda alpina del nord del Piemont, Itàlia, entre Torí i Aosta, en un radi de quinze quilòmetres al voltant de la frondosa vall de Valchiusella, una vall encara verda i neta en la que hi viu una comunitat molt activa i plurilingüe de 600 persones obertes a l'intercanvi amb el món i a les diferents cultures dels pobles. Existeixen també ciutadans no residents a la comunitat que viuen a Itàlia i a altres països del món.